# 문경 내화리 삼층석탑
문경 내화리 삼층석탑(聞慶 內化里 三層石塔)은 대한민국 경상북도 문경시 산북면 내화리에 있는, 남북국 시대 신라의 삼층석탑이다. 1963년 1월 21일 대한민국의 보물 제51호로 지정되었다.

## 개요
문경시의 깊은 산골짜기에 서 있는 규모가 작고 아담한 3층 석탑이다. 이 절터의 유래나 규모는 알 수 없으며, 발견 당시 3층 몸돌이 근처에 새로 지은 제실(帝室)의 주춧돌로 사용되고 있는 등 탑의 각 부분이 흩어져 있었다. 1960년 9월에 전부 수습하여 복원하였다.
탑은 1단의 기단(基壇)만을 두어 특이한 형태이며, 그 위로 3층의 탑신(塔身)을 세우고 있다. 기단은 남북면에만 모서리에 기둥을 새겨두었고, 동서면에는 남북면의 사잇돌을 밀어 넣어 맞추었다. 탑신의 몸돌과 지붕돌은 각각 한 돌로 구성하였으며, 몸돌의 네 모서리마다 기둥의 모양을 본떠 새겨두었다. 지붕돌은 네 귀퉁이에서 약간 치켜오르고 있으며, 밑면에는 4단의 받침을 두었다. 머리장식으로는 네모난 노반(露盤:머리장식받침)만 남아있는데, 노반을 아래의 3층 지붕돌과 한 돌로 짠 것이 특이하다.
기단 맨윗돌 위의 괴임대가 생략되고, 기단이 1층으로 처리되는 등 시대적 특색을 보이는 석탑으로, 정치·사회적 혼란이 석탑의 양식에도 반영되었던 통일신라 후기에 만들어진 것으로 짐작된다. 석탑을 복원하면서 1층 몸돌에서 네모난 형태의 사리를 담는 공간이 발견되었는데, 그 안에 두었을 사리장치는 일제시대에 도둑맞았다.

## 같이 보기
- 삼층석탑

## 참고 자료
- 문경 내화리 삼층석탑 - 국가유산청 국가유산포털